# Осиновка (приток Улы)
Осиновка — река в России, протекает по Опаринскому району Кировской области и Прилузском районе Республики Коми. Устье реки находится в 9 км по правому берегу реки Ула. Длина реки составляет 25 км.
Исток реки находится в тайге на территории Кировской области в 8 км к востоку от посёлка Латышский. Верхнее течение проходит по Кировской области, нижнее по Республике Коми. Всё течение проходит по холмистой ненаселённой тайге на Северных Увалах, генеральное направление течения — восток. Впадает в Улу неподалёку от деревни Чернушка. Ширина реки на всём протяжении не превышает 10 метров, притоки — Кочешной (пр) и Чурзук (левый).

## Данные водного реестра
По данным государственного водного реестра России и геоинформационной системы водохозяйственного районирования территории РФ, подготовленной Федеральным агентством водных ресурсов:
- Бассейновый округ — Двинско-Печорский
- Речной бассейн — Северная Двина
- Речной подбассейн — Малая Северная Двина
- Водохозяйственный участок — Юг
- Код водного объекта — 03020100212103000011863